# Norwegian Wood (This Bird Has Flown)
"Norwegian Wood (This Bird Has Flown)" (Lennon/McCartney) är en låt av The Beatles från 1965.

## Låten och inspelningen
Denna låt skrevs huvudsakligen av John Lennon med visst bistånd från Paul McCartney. Inspirerade av Bob Dylan (som senare gjorde parodin "4th Time Around" som ett svar) men även ett antal andra brittiska grupper med genomarbetade och intressanta texter började nu duon mer och mer berätta historier eller göra iakttagelser i texterna. Denna låt, som spelades in 12 oktober (plus pålägg och omarbetningar 21 oktober), skildrar något dunkelt hur berättarjaget hamnar hos en mystisk kvinna som han sover över hos. 
Slutet på låten kan antyda att han sitter framför brasan i hennes lägenhet sedan kvinnan gått till jobbet men kan också tolkas som att han bränt ned hennes hus. Det finns rykten som säger att låttiteln är slang för hasch. Instrumenteringen är helt akustisk, och George Harrison gör här sin debut på sitar (senare utgivna versioner har visat att han till en början trakterade den synnerligen fumligt). Den har även tolkats på svenska, bland annat av Ann-Louise Hanson. Låten kom med på LP:n Rubber Soul, som utgavs i England 3 december 1965 och i USA 6 december 1965. 
Omslagsfotot till LP:n Rubber Soul är taget av fotografen Robert Freeman, som också tagit omslagsbilderna till andra Beatlesalbum. Philip Norman hävdar i sin bok John Lennon: En biografi att John Lennon hade en utomäktenskaplig affär med Freemans hustru Sonny Freeman, som han och hustrun Cynthia bodde grannar med sedan de flyttat till London 1964. Sonny var tyska men föredrog i efterkrigstidens England att säga att hon var norska. Makarnas lägenhet var inredd med skandinavisk furu. Låten Norwegian Wood handlar enligt Norman om Lennons kärleksaffär med Sonny Freeman. Lennon har själv hävdat i en intervju med tidningen Rolling Stone 1971 att låten handlar om en utomäktenskaplig historia, men han uppgav där inte med vem.

## Coverversioner
Coverversioner av låten har spelats in eller framförts av bland annat följande artister:
- Jan and Dean
- Kurt Elling & Klüvers Big Band
- Peter Frampton
- Cornershop
- Buddy Rich
- Crosby, Stills & Nash